# This is Home
"This Is Home" é uma canção escrita e gravada pela banda de rock alternativo Switchfoot. A canção foi incluída na trilha sonora do filme The Chronicles of Narnia: Prince Caspian, de 2008. A música é apresentada durante os créditos do filme. Ela foi a décima sétima música mais tocada nas rádios de música cristã contemporânea em 2008, de acordo com o chart da Revista R&R.

## História da música
Jon Foreman postou no seu myspace em 17 de Março de 2008: "I'm a big fan of C. S. Lewis so a movie made by the mouse, (Mickey) for the lion (Aslan) seemed like a good idea. So I'm up here (near Disneyland incidentally), tracking a song that may or may not be used for the next Narnia movie."
Em 22 de Março de 2008, em um novo post no mesmo blog, Foreman anunciou que o música poderia se chamar "This Is Home". Isto foi confirmado em 2 de Abril de 2008 pelo site Narnia Insider.
A música foi apresentada ao vivo pela primeira vez no University of Iowa's Memorial Union na noite de  quarta feira de 16 de Abril de 2008. Foreman disse: "I'm a huge C.S. Lewis fan and one of the big reasons I love his writing is because there's a longing in every page of his fiction and non-fiction... He doesn't create worlds that are picture perfect, but they feel real, they feel like they could exist, and thats because it feels like this world here where we're all longing for things to be set right. This Is Home was inspired by the book after re-reading it for the opportunity to write for the film. I am always taken by [C. S.] Lewis' ability to write about the bittersweet beauty in this world; this home we aren't really made for but is the place we work out our humanity in the midst of our longing for our true home."

## Versões
Há cinco versões diferentes da música, a saber:
- A versão original, assim chamada porque foi a primeira versão da música, apareceu primeiramente nos sites allaccess.com e interlinc[6] e contém todo um arranjo de bateria e uma performance feita por toda a banda. Foi esta a primeira versão apresentada às rádios, e é esta também a versão que está no clipe original e no álbum The Best Yet.

- A versão da trilha sonora é a encontrada nos CDs da trilha sonora do filme, e apresenta uma percussão suave no lugar do arranjo de bateria, para além de ter também uma atmosfera mais lúdica.[7]

- A versão dos créditos é drasticamente diferente das duas outras versões. Apresentada nos créditos finais do filme que foi apresentado nos cinemas e no DVD, esta versão tem a letra alterada, e um ritmo mais lento. Cópias desta versão apareceram primeiro na internet, como resultado do pré-lançamento do DVD de "Prince Caspian".[8] Esta "versão dos créditos" foi escolhida em detrimento das outras duas porque, segundo o guitarrista Drew Shirley: "o director achou que a nossa versão demo da canção era a melhor e resolveu colocar parte desta versão no filme".[9]

- Uma versão acústica da música foi lançada como single, de forma exclusiva, no serviço de música  pela internet Rhapsody.[10]

- Em Agosto de 2009, a banda também disponibilizou uma das gravações demo da música, que na época tinha o nome de "Heading Home," exclusivamente para fãs do fã-clube Foot fan club.[11]

## Lançamento nas rádios
O single foi lançados nas rádios em 25 de Abril de 2008, numa parceria entre Walt Disney Records,  em associação com a direcção de marketing do filme e a gravadora da banda (Sparrow Records), sob a coordenação da  EMI CMG. O single foi inicialmente lançado apenas nas rádios AC e Christian CHR. A equipa de produção da banda, Red Light Management/Entertainment, em parceria com a gravadora pertencente a Disney Hollywood Records, lançou o single fora deste mercado.
Em Novembro, o novo videoclipe da música foi lançado pela Sony, e a música retornou aos rádios, obtendo um sucesso modesto.

### Posições em Charts
| Chart                                      | Posição |
| ------------------------------------------ | ------- |
| Hot AC                                     | #63     |
| Christian CHR                              | #3      |
| Christian Rock Airplay                     | #21     |
| Billboard Hot Christian Songs              | #14     |
| Billboard Hot Christian Adult Contemporary | #21     |

## Videoclipes

### Primeira versão (Prince Caspian)
A banda gravou um videoclipe para a música, que incluía partes do filme, em 13 de Abril de 2008.
O video foi oficialmente lançado em 2 de Maio de 2008 no site Disney.com e foi postado no site oficial da banda com um streaming do Youtube três dias depois.

### Segunda Versão
A banda também gravou um segundo videoclipe, que foi lançado em 19 de Novembro de 2008. Ele apresenta uma introdução sobre a música narrada por Foreman no início do vídeo e contém cenas da banda a tocar a música em concertos ao vivo. O copyright deste vídeo pertence à Sony, então assumiu-se que este seria um dos vídeos promocionais do álbum "The Best Yet".

## Presença em outros álbuns
Para além do CD single, a música também aparece no álbum
de compilações da banda Switchfoot chamado The Best Yet, na colecção da Walt Disney Records chamada Disney Box Office Hits e no segundo disco da colecção  WOW Hits 2009.